# Epanterias
Epanterias je pochybný rod velkého teropodního dinosaura, který je nejspíš jen velkým jedincem rodu Allosaurus (druhu A. fragilis nebo samostatného druhu A. amplexus, jak v roce 1988 navrhl Gregory S. Paul). Formálně jej popsal paleontolog Edward Drinker Cope v roce 1878. Mohlo se však jednat pouze o velký a odrostlý exemplář rodu Allosaurus.

## Popis

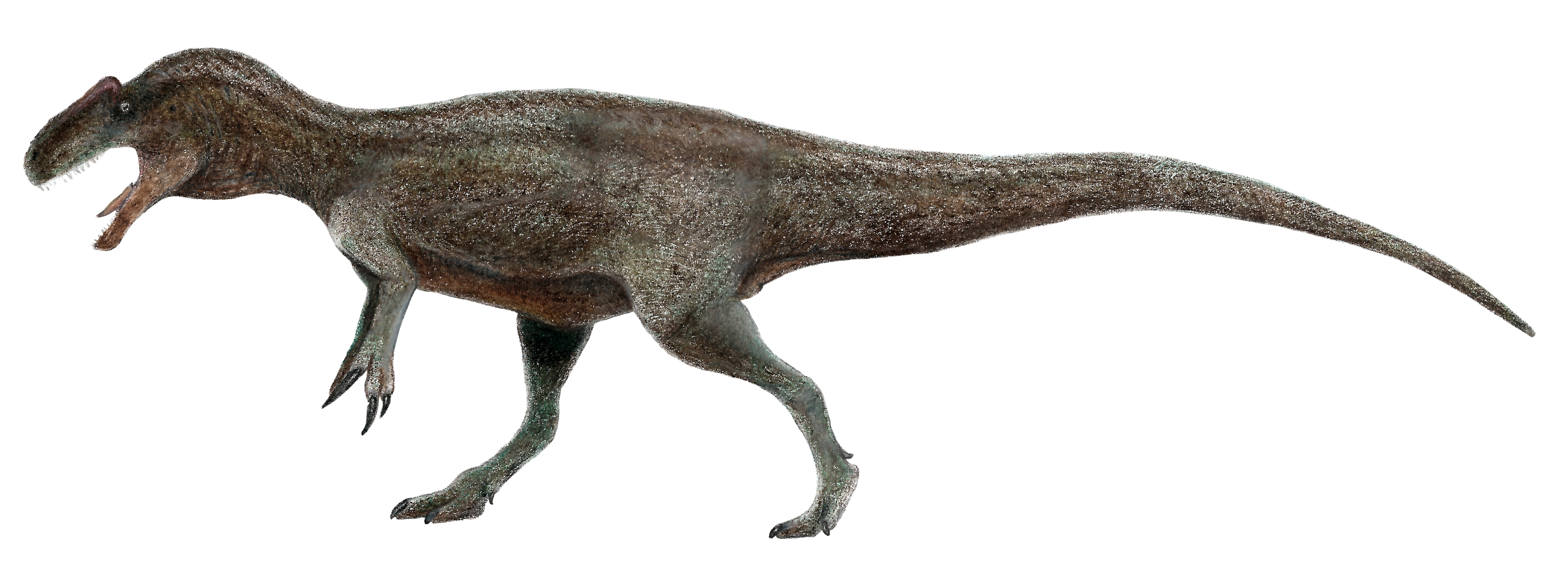
Epanterias amplexus - rekonstrukce vzhledu.

Tento teropod byl objeven a popsán v roce 1878 a původně byl považován za sauropoda. Jeho odhadovaná velikost (délka 12 až 13 metrů) jej řadí mezi největší známé teropody. Žil v pozdní juře na území západu dnešních Spojených států amerických. Typovým druhem je Epanterias amplexus, založený na AMNH 5767, materiálu tvořeném třemi neúplnými obratli, korakoidem a metatarzální kostí. Délka tohoto jedince byla odhadnuta na 12,1 metru, čímž se blíží mnohem mladšímu tyranosaurovi (ovšem nedosahoval zdaleka jeho hmotnosti).